# Comuna Oncești, Maramureș
Oncești este o comună în județul Maramureș, Transilvania, România, formată numai din satul de reședință cu același nume.

## Demografie
Componența etnică a comunei Oncești
     Români (95,98%)
     Alte etnii (0,2%)
     Necunoscută (3,82%)
Componența confesională a comunei Oncești
     Ortodocși (77,88%)
     Penticostali (8,56%)
     Greco-catolici (7,77%)
     Alte religii (1,58%)
     Necunoscută (4,21%)
Conform recensământului efectuat în 2021, populația comunei Oncești se ridică la 1.519 locuitori, în scădere față de recensământul anterior din 2011, când fuseseră înregistrați 1.549 de locuitori. Majoritatea locuitorilor sunt români (95,98%), iar pentru 3,82% nu se cunoaște apartenența etnică. Din punct de vedere confesional, majoritatea locuitorilor sunt ortodocși (77,88%), cu minorități de penticostali (8,56%) și greco-catolici (7,77%), iar pentru 4,21% nu se cunoaște apartenența confesională.

## Politică și administrație
Comuna Oncești este administrată de un primar și un consiliu local compus din 9 consilieri. Primarul, Matei Godja[*],  politician independent, este în funcție din 2016. Începând cu alegerile locale din 2024, consiliul local are următoarea componență pe partide politice:
|  | Partid                          | Consilieri | Componența Consiliului | Componența Consiliului | Componența Consiliului | Componența Consiliului | Componența Consiliului |
|  | ------------------------------- | ---------- | ---------------------- | ---------------------- | ---------------------- | ---------------------- | ---------------------- |
|  | Partidul Social Democrat        | 5          |                        |                        |                        |                        |                        |
|  | Partidul Național Liberal       | 2          |                        |                        |                        |                        |                        |
|  | Alianța pentru Unirea Românilor | 2          |                        |                        |                        |                        |                        |

## Vezi și
- Biserica de lemn din Oncești
- Valea Izei și Dealul Solovan (sit de importanță comunitară)
- Valea Izei și Dealul Solovan (arie de protecție specială avifaunistică)